# グランディ郡 (アイオワ州)
グランディ郡（英: Grundy County）は、アメリカ合衆国アイオワ州の中央部北に位置する郡である。2010年国勢調査での人口は12,453人であり、2000年の12,369人から0.7％増加した。郡庁所在地はグランディセンター市（人口2,706人）であり、同郡で人口最大の都市でもある。
グランディ郡はウォータールー・シーダーフォールズ大都市圏を構成する3郡の1つである。

## 歴史
グランディ郡は1851年1月15日に設立され、1856年に自治政府を組織した。郡名はテネシー州の政治家、アメリカ合衆国上院議員と下院議員、およびジェームズ・ポーク政権で司法長官を務めたフェリックス・グランディにちなんで名付けられた。
初代郡庁舎は1861年に建てられた。木造2階建てで裁判所も含んでいたが、郡保安官、郡財務官、判事の事務所、さらに陪審員室など他の用途にも使われた。現在ある2代目郡庁舎の礎石は1891年11月11日に据えられた。

## 地理
アメリカ合衆国国勢調査局に拠れば、郡域全面積は502.55平方マイル (1,301.6 km2)であり、このうち陸地502.51平方マイル (1,301.5 km2)、水域は0.03平方マイル (0.08 km2)で水域率は0.01％である。

### 主要高規格道路
- アメリカ国道20号線
- アイオワ州道14号線
- アイオワ州道75号線
- アイオワ州道175号線

### 隣接する郡
- バトラー郡 - 北
- ブラックホーク郡 - 東
- タマ郡 - 南東
- マーシャル郡 - 南西
- ハーディン郡 - 西

## 人口動態

### 2010年国勢調査
以下は2010年国勢調査による人口統計データである。
基礎データ
- 人口: 12,453人
- 人口密度: 10人/km2（25人/mi2）
- 住居数: 5,530軒
- 使用住居: 5,131軒[7]

### 2000年国勢調査

2000人口ピラミッド

以下は2000年国勢調査による人口統計データである。
| 基礎データ - 人口: 12,369人 - 世帯数: 4,984 世帯 - 家族数: 3,583 家族 - 人口密度: 10人/km2（25人/mi2） - 住居数: 5,304軒 - 住居密度: 4軒/km2（11軒/mi2） 人種別人口構成 - 白人: 98.97% - アフリカン・アメリカン: 0.08% - ネイティブ・アメリカン: 0.02% - アジア人: 0.29% - その他の人種: 0.15% - 混血: 0.48% - ヒスパニック・ラテン系: 0.58% 年齢別人口構成 - 18歳未満: 25.2% - 18-24歳: 6.3% - 25-44歳: 25.1% - 45-64歳: 24.1% - 65歳以上: 19.3% - 年齢の中央値: 41歳 - 性比（女性100人あたり男性の人口） - 総人口: 95.7 - 18歳以上: 92.1 | 世帯と家族（対世帯数） - 18歳未満の子供がいる: 30.7% - 結婚・同居している夫婦: 63.8% - 未婚・離婚・死別女性が世帯主: 5.5% - 非家族世帯: 28.1% - 単身世帯: 25.5% - 65歳以上の老人1人暮らし: 14.2% - 平均構成人数 - 世帯: 2.45人 - 家族: 2.94人 収入と家計 - 収入の中央値 - 世帯: 39,396米ドル - 家族: 46,627米ドル - 性別 - 男性: 32,006米ドル - 女性: 22,003米ドル - 人口1人あたり収入: 19,142米ドル - 貧困線以下 - 対人口: 4.6% - 対家族数: 3.3% - 18歳未満: 4.6% - 65歳以上: 5.7% |

## 都市と町
| - グランディセンター - 郡庁所在地 - ビーマン - コンラッド - ダイク - ホランド | - モリソン - リーンベック - スタウト - ウェルズバーグ |

### 郡区
- ビーバー郡区
- ブラックホーク郡区
- クレイ郡区
- コルファックス郡区
- フェアフィールド郡区
- フェリックス郡区
- ジャーマン郡区
- グラント郡区
- リンカーン郡区
- メルローズ郡区
- パレルモ郡区
- プレザントバレー郡区
- シロ郡区
- ワシントン郡区